# Trojan (azienda)
La Trojan è stata una casa automobilistica britannica attiva dal 1914 al 1936 e dal 1960 al 1965 a Croydon, in Inghilterra. Questa casa automobilistica produsse anche furgoni e mezzi commerciali. La Trojan partecipò anche ad alcune competizioni automobilistiche, tra cui il campionato di Formula 1, con il nome di Trojan-Tauranac Racing.

## Storia

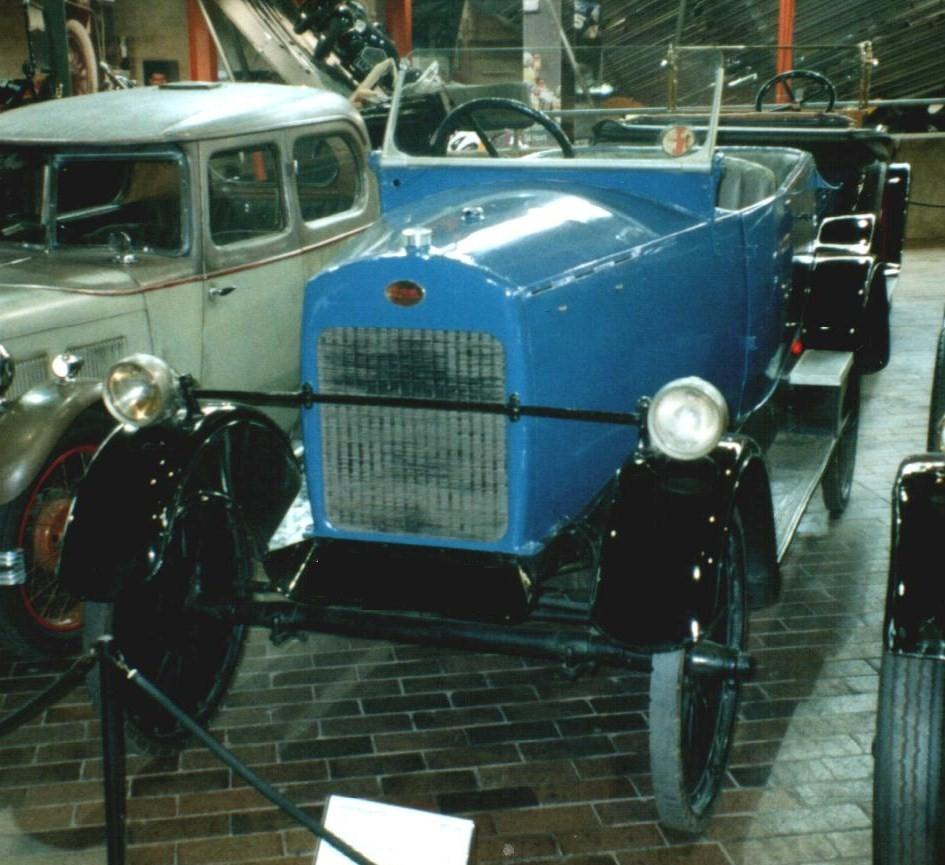
Una Trojan del 1924

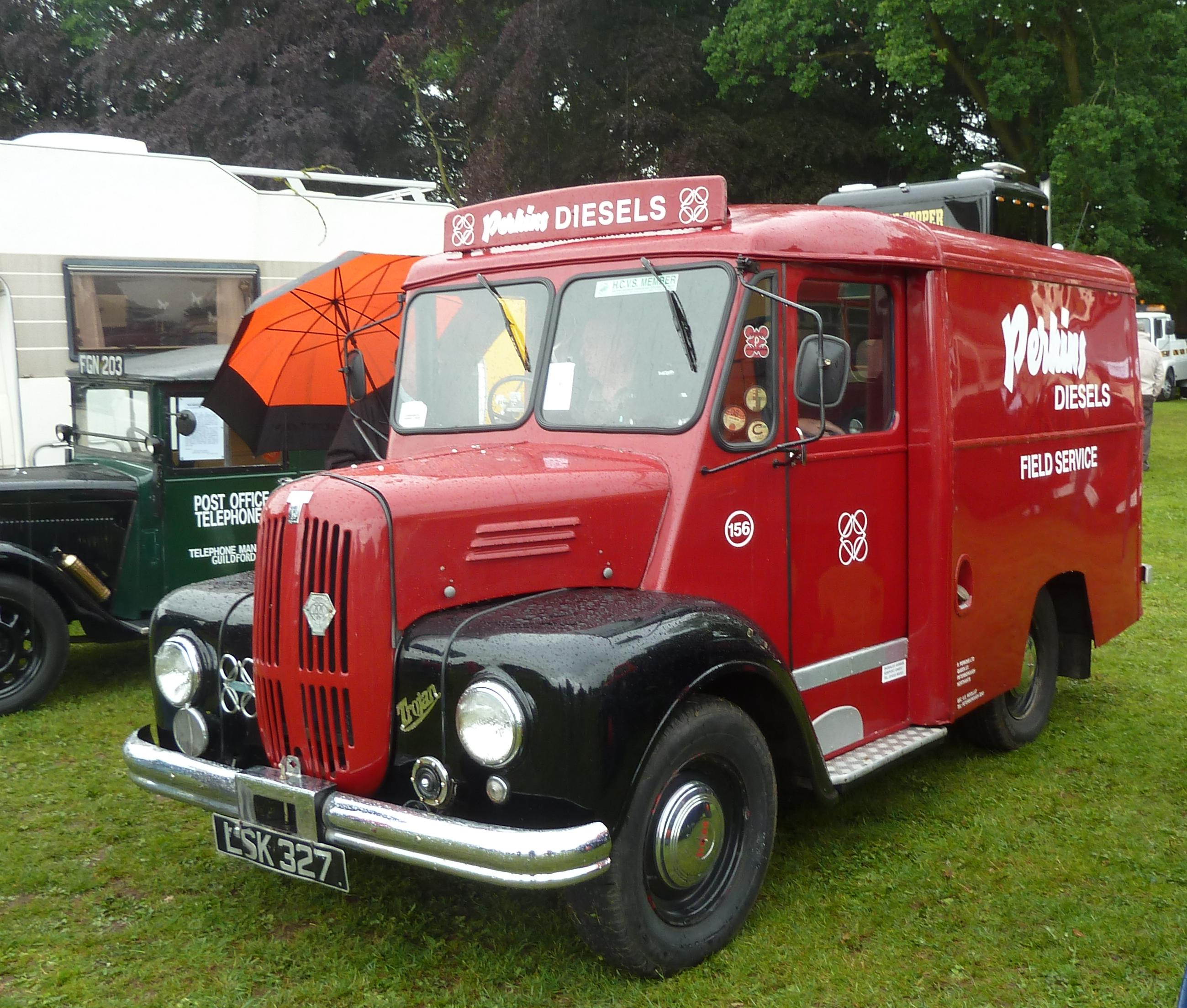
Un furgone Trojan degli anni cinquanta

La Trojan è stata fondata da Leslie Hayward Hounsfield nel 1914 a Croydon, città nella zona sud di Londra, in Inghilterra, nel borgo londinese di Croydon. Leslie Hayward Hounsfield iniziò a lavorare al primo prototipo di autovettura nel 1910. Questo prototipo, che fu pronto nel 1913, era dotato di un economico motore a quattro cilindri. Dato che la produzione in serie di autovetture era imminente, nel 1914 la società fu costituita ufficialmente. Lo scoppio della prima guerra mondiale interruppe però questi piani. Gli impianti della neonata casa automobilistica seguirono lo stesso destino di quelli delle altre aziende britanniche e furono convertiti alle necessità belliche. La Trojan, in particolare, durante la guerra,  produsse strumentazione per veicoli bellici. A conflitto terminato, la produzione civile riprese. Le prime sei vetture Trojan furono pronte nel 1920. Furono presentate al pubblico nel 1922 al salone dell'automobile di Londra. La Trojan fece poi un accordo con la Leyland Motors per produrre le proprie vetture nello stabilimento Leyland di Kingston upon Thames. Questo accordo durò fino al 1928; in questo lasso di tempo furono prodotte 11.000 vetture con marchio Trojan. 

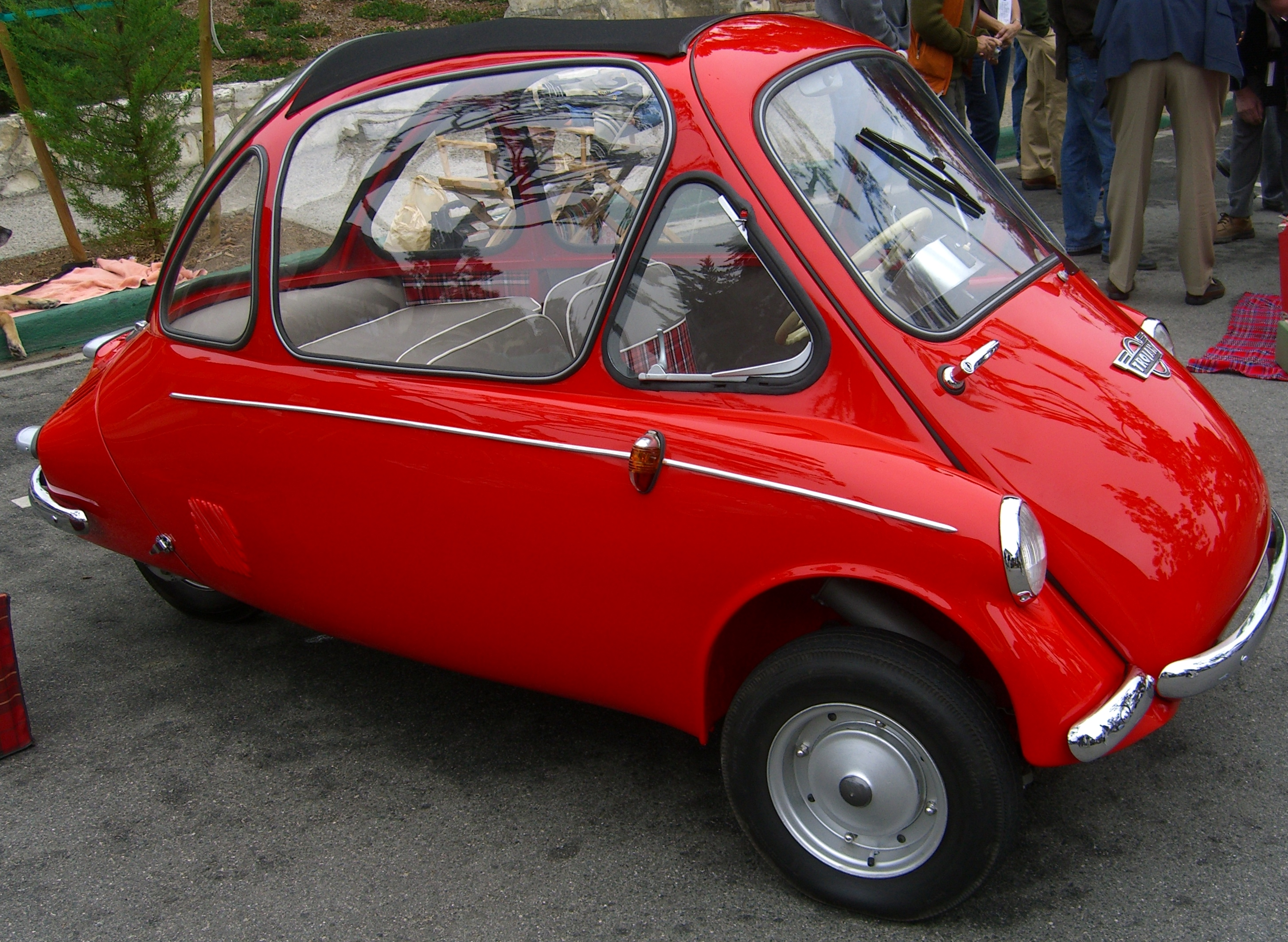
Una Trojan 200 del 1963

In questi anni fu introdotta la Trojan Utility Car, una vettura particolarmente economica che venne messa in vendita a 230 sterline, prezzo che scese a 125 sterline nel 1925. Con quest'ultimo prezzo, la Trojan Utility Car era in diretta concorrenza con la Ford Model T. Nel 1920 fu introdotto un nuovo modello economico che venne dotato di una garanzia che durava 5.000 miglia. Per questo modello erano anche disponibili, su richiesta, gli pneumatici.
La Leyland, anche dopo la fine dell'accordo sullo stabilimento produttivo di Kingston, continuò a fornire, fino all'inizio degli anni trenta, parti di autovettura alla Trojan. All'inizio di questo decennio le vetture Trojan furono aggiornate. Nonostante questo ammodernamento, le vendite erano in calo, e quindi, nel 1931, fu lanciato un nuovo modello, la RE, ma senza successo. Stessa sorte toccò alla Wayfarer, che venne lanciata nel 1934, ed alla Mastra, che fu introdotta nello stesso periodo. La Trojan Utility Car fu invece assemblata fino al 1936, dopo di cui la produzione di autovetture terminò. Qualche anno prima, nel 1930, Leslie Hounsfield lasciò la compagnia.
Nonostante la fine della produzione di autovetture, l'assemblaggio di furgoni e mezzi commerciali continuò anche durante la seconda Guerra mondiale e negli anni seguenti. La produzione annua di questi veicoli si assestò a qualche migliaia.
Nel 1959 la Trojan fu acquistata da Peter Agg, che riprese la produzione automobilistica. In particolare, la Trojan realizzò su licenza microvetture Heinkel dal 1960 al 1965. Nel 1962 acquisì i diritti di produzione della microcar Heinkel Kabine, un veicolo simile all'italiana Isetta, rinominandola Trojan 200, che fu, tra l'altro, l'ultima vettura a portare il nome Trojan. Nello stesso anno la Trojan acquisì i diritti per produrre su licenza modelli da corsa Elva, partner tecnico della Bruce McLaren Motor Racing Ltd.. Questa acquisizione fece sì che la Trojan subentrasse alla Elva nella produzione in serie delle auto da corsa che la McLaren progettava per le scuderie private sue clienti. Fino al 1965, di quest'ultimo tipo, ne vennero prodotti 210 esemplari. Qualche anno dopo, con il nome di Trojan-Tauranac Racing, il marchio partecipò ad alcuni Gran Premi di Formula 1.
Negli anni sessanta la Trojan produsse su licenza, nel Regno Unito, la Lambretta con il nome Trojan Lambretta. Oltre a quest'ultima, la Trojan realizzò anche alcuni modelli di minimoto, che erano conosciute come Trobike.

## Modelli prodotti (1922-1936)
Questa è la lista incompleta dei modelli di autovettura prodotti dalla Trojan:
| Modello | Anni      | Motore                    | Cilindrata | Potenza        | Passo    |
| ------- | --------- | ------------------------- | ---------- | -------------- | -------- |
| 10 hp   | 1922      | Quattro cilindri in linea | 1.529 cm³  | 11 CV (8,1 kW) |          |
| 10 hp   | 1922-1930 | Quattro cilindri in linea | 1.488 cm³  | 10 CV (7,4 kW) | 2.426 mm |
| LW      | 1930-1936 | Quattro cilindri in linea | 1.488 cm³  | 12 CV (8,8 kW) | 2.337 mm |
| RE      | 1931-1936 | Quattro cilindri in linea | 1.488 cm³  | 12 CV (8,8 kW) | 2.591 mm |